# Ernest de Tarteron
Ernest de Tarteron, né à Sumène, dans le département du Gard le 28 mars 1821, et mort dans la même commune le 30 octobre 1888, est un homme politique français.

## Biographie
D'abord avocat à Toulouse, Marie, Henri, Ernest de Tarteron se fait inscrire au barreau de Montpellier. Conseiller général du canton de Sumène depuis 1848, il est élu, le 8 février 1871, représentant du Gard à l'Assemblée nationale. 

La commission des Trente présidée par Batbie, en mars 1874, réunie dans une des salles du Musée de Versailles, vice-président De Talhouët, d'après un dessin de G. Janet et un croquis de Pelcoq gravure Amédée Daudenarde.

Il prend place à la droite légitimiste, fait partie de la réunion des Réservoirs, est membre (octobre 1873) du comité des Neuf chargé de préparer la restauration du « comte de Chambord », secrétaire de la commission des Trente.

## Sources
- « Ernest de Tarteron », dans Adolphe Robert et Gaston Cougny, Dictionnaire des parlementaires français, Edgar Bourloton, 1889-1891 [détail de l’édition]

- Base Sycomore